# Šestnáctiúhelník

Pravidelný šestnáctiúhelník.

Šestnáctiúhelník je rovinný geometrický útvar, mnohoúhelník s šestnácti vrcholy a šestnácti stranami.
Součet velikostí vnitřních úhlů konvexního šestnáctiúhelníku je přesně 2520° (14π).
Pravidelný šestnáctiúhelník lze složit z šestnácti shodných rovnoramenných trojúhelníků, jejichž úhly při základně mají velikost {\displaystyle {\frac {7\pi }{16}}} a při vrcholu {\displaystyle {\frac {\pi }{8}}}.

## Parametry
Pro pravidelný šestnáctiúhelník platí vzorce:
- Obvod: {\displaystyle o=16\cdot a}
- Obsah: {\displaystyle S=4a^{2}\cot {\frac {\pi }{16}}=4a^{2}({\sqrt {2}}+1)({\sqrt {4-2{\sqrt {2}}}}+1)}

## Konstrukce šestnáctiúhelníku
Pravidelný šestnáctiúhelník je možné sestrojit pomocí kružítka a pravítka (euklidovsky). Stačí sestrojit osmiúhelník, opsat mu kružnici a najít průsečíky os jeho stran s touto kružnicí. Tím získáme osm dalších bodů šestnáctiúhelníka ke stávajícím osmi, které bude mít společné s pomocným osmiúhelníkem.
Dá se také sestrojit s odchylkou úhlů takto: